# La differenza (singolo)
La differenza è un singolo della cantautrice italiana Gianna Nannini, pubblicato l'11 ottobre 2019 come primo estratto dall'album omonimo.

## Video musicale
Il videoclip è stato pubblicato l'11 ottobre 2019 sul canale YouTube della cantante.